# José Ignacio Sánchez Galán

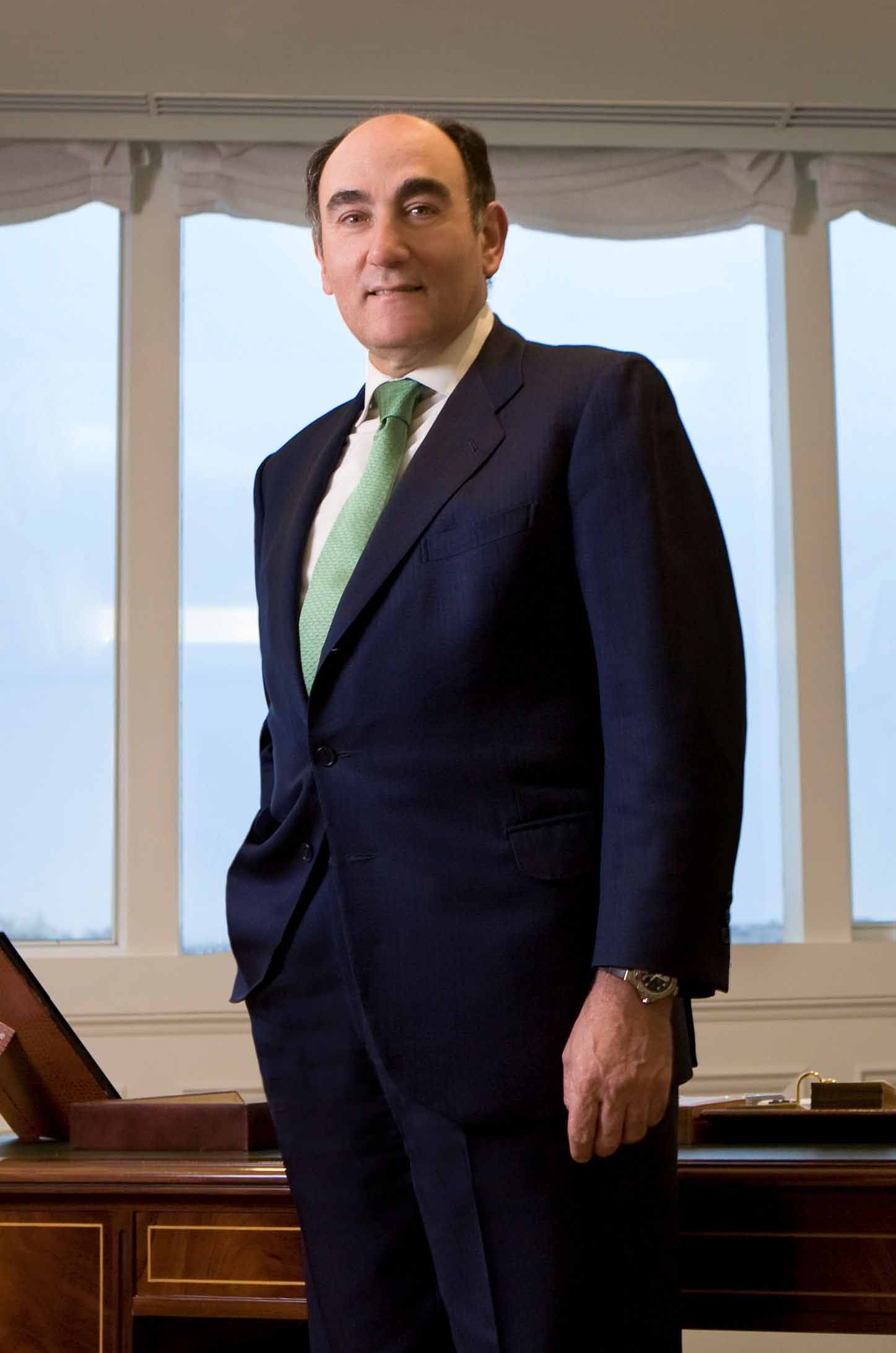
José Ignacio Sánchez Galán

José Ignacio Sánchez Galán (* 1950 in Salamanca), besser bekannt als Ignacio Galán, ist ein spanischer Geschäftsmann und derzeit Vorsitzender von Iberdrola, einem multinationalen Energieunternehmen, das in Dutzenden von Ländern auf der ganzen Welt mit Tochtergesellschaften wie ScottishPower im Vereinigten Königreich, Avangrid in den USA, Neoenergia in Brasilien, Iberdrola Australia in Australien und Iberdrola Mexiko vertreten ist.

## Biografie und Studium
Als junger Mann zog Galán nach Madrid, um an der zur Universidad Pontificia de Comillas gehörigen Escuela Técnica Superior de Ingenieros ICAI Wirtschaftsingenieurwesen zu studieren.
Galán besitzt außerdem einen Abschluss in Betriebswirtschaft und Management von der ICADE Business School sowie einen Abschluss in Betriebswirtschaft, Management und Außenhandel von der EOI Business School; während seiner Jahre dort war er Mitglied der CMU Loyola de Madrid. Er spricht Englisch, Französisch, Italienisch, Spanisch und Portugiesisch, ist verheiratet und hat vier Kinder.

## Berufliche Laufbahn

### Frühe Jahre
Galáns beruflicher Werdegang begann 1972 bei der Sociedad Española del Acumulador Tudor, wo er verschiedene Führungspositionen innehatte und die internationale Expansion des Unternehmens leitete.
Anfang der 1990er Jahre übernahm Galán die Leitung der Industria de Turbopropulsores (ITP) gleich bei deren Gründung. Zwischen 1993 und 1995 war er Präsident von Eurojet, einem europäischen Konsortium, das die Eurojet-200-Triebwerke für den Eurofighter entwickelt und hergestellt hat. Anschließend war er als CEO von Airtel Mobile tätig.

### Werdegang bei Iberdrola
Im Jahr 2001 wurde er zum stellvertretenden Vorstandsvorsitzenden und CEO von Iberdrola ernannt, mit Íñigo de Oriol e Ybarra als Vorsitzenden. 2006 wurde er zum Executive Chairman von Iberdrola ernannt.
Als Chairman und Chief Executive Officer von Iberdrola erhielt er 2015 eine Gesamtvergütung von 6,17 Millionen Euro sowie Aktien im Wert von 3,2 Millionen Euro. Auf der Iberdrola-Hauptversammlung 2016 (am 8. April) ergab eine Konsultativabstimmung über den Jahresbericht zur Vergütung der Vorstandsmitglieder eine Zustimmung von 97,84 % der anwesenden Aktionäre, was Galán zum fünftbestbezahlten Vorstandsmitglied Spaniens im Jahr 2015 machte.
Galán ist Gastprofessor an der University of Strathclyde in Glasgow und war Dozent an der ICAI School of Industrial Engineering. Im Jahr 2012 wurde er zum Präsidenten des Sozialrats der Universität Salamanca ernannt. Außerdem ist er Mitglied des Presidential Advisory Board des Massachusetts Institute of Technology (MIT) und Kurator der Fundación Universitaria Comillas-ICAI.
Ignacio Sánchez Galán gehört dem Weltwirtschaftsforum (Davos) an und war dort Vorsitzender der Arbeitsgruppe Elektrizität. Er ist außerdem Mitglied des European Round Table of Industrialists sowie der Gruppe, in der die wichtigsten Energieunternehmen Europas vertreten sind.

## Weitere Aktivitäten

### Aufsichtsräte
- JPMorgan Chase, Mitglied des internationalen Aufsichtsrats (seit 2018).

### Non-Profit-Organisationen
- Weltwirtschaftsforum (WEF), Vorsitzender der Arbeitsgruppe Elektrizität.
- Real Instituto Elcano de Estudios Internacionales y Estratégicos, Mitglied des Kuratoriums.
- European Round Table of Industrialists (ERT), Mitglied des Vorstands und des Lenkungsausschusses.
- Renewable Hydrogen Coalition (RHC), Vorsitzender.

## Preise und Auszeichnungen (Auswahl)
Galán hat im Laufe seiner Karriere zahlreiche Preise und Anerkennungen erhalten. Im Jahr 2011 erhielt er die Ehrendoktorwürde der Universität Edinburgh und der Universität Salamanca für seine „Fähigkeit, Veränderungen und Innovationen herbeizuführen, sowie für seine Zukunftsvisionen“. 2013 wurde ihm die Ehrendoktorwürde für Naturwissenschaften der University of Strathclyde in Glasgow verliehen. Er ist außerdem Mitglied von GlobalScot, einem internationalen Netzwerk der schottischen Regierung, das sich aus führenden Vertretern der Wirtschaft zusammensetzt, die sich besonders für die wirtschaftliche Entwicklung Schottlands engagieren.
Er ist einer der 100 CEOs, die in den Brand Finance Brand Guardianship Index 2021 aufgenommen wurden; er wurde vom Harvard Business Review Ranking zu einem der fünf besten CEOs der Welt gekürt; er wurde Bloomberg zufolge als einer der zehn einflussreichsten CEOs im Kampf gegen den Klimawandel anerkannt; er ist laut Institutional Investor Research Group 201 der beste CEO in der Kategorie Versorgungsunternehmen (zum elften Mal) und laut der Thomson Extel Survey 2011 der beste CEO europäischer Versorgungsunternehmen und börsennotierter spanischer Unternehmen im Bereich Investor Relations.
Drei Jahre in Folge (2003–2005) wurde er vom IR Magazine zum „Best CEO in Investor Relations“ ernannt. Die Auszeichnung basiert auf der Einschätzung von Börsenanalysten und Investmentfondsmanagern. Außerdem wurde er 2006 bei den Platts Global Energy Awards zum „Besten CEO des Jahres“ ernannt.
Im Jahr 2008 wurde er von der spanisch-US-amerikanischen Handelskammer zum „Business Leader of the Year“ ernannt und erhielt im selben Jahr den „International Economics Award“ der Cristóbal-Gabarrón-Stiftung; außerdem wurde er von der Handelskammer Bilbao zum Konsul der Stadt ernannt und 2013 mit der Goldmedaille der Stadt Salamanca sowie 2009 mit der Goldmedaille der Provinz Salamanca ausgezeichnet.
Im Jahr 2011 erhielt er die Auszeichnung Lagun Onari, die von der baskischen Regierung nichtbaskischen Persönlichkeiten als Anerkennung ihres Beitrags zur Entwicklung des Baskenlandes verliehen wird.
2014 wurde er von der First Group mit dem „Responsible Capitalism Award“ ausgezeichnet. Im selben Jahr zeichnete ihn die britische Königin Elisabeth II. als Commander des Order of the British Empire aus.
Im Dezember 2016 wurde Ignacio Galán von Joaquín Poch, dem Präsidenten der Real Academia Nacional de Medicina (RANM), mit der Ehrenmedaille der RANM ausgezeichnet. Er würdigte die Bemühungen von Iberdrola um technologische Entwicklung und Forschung sowie den Beitrag des Unternehmens zur Förderung der Beschäftigung in Spanien.
2019 erhielt er den Nationalen Innovations- und Designpreis (Premio Nacional de Innovación y Diseño) des Ministeriums für Wissenschaft, Innovation und Hochschulen in der Kategorie „Innovative Wege“, den Premio León von El Español für die beste Unternehmensführung, wurde im Ranking des Harvard Business Review zu einem der fünf besten CEOs der Welt gewählt und laut Bloomberg als einer der zehn einflussreichsten CEOs der Welt im Kampf gegen den Klimawandel anerkannt.
2020 erhielt er den Alfonso-de-Salas-Preis als Wirtschaftspersönlichkeit des Jahres, verliehen von der Zeitung elEconomista, den Management Leadership Award (Premio al Liderazgo Directivo) der Asociación Española para la Calidad (AEC), den Ehrenpreis der VII Premios al Mejor Directivo de Castilla y León, organisiert von Castilla y León Económica, den Preis „Forinvest“ für die berufliche Laufbahn sowie den nationalen Preis für Innovation und Design für innovative Laufbahnen (Premio Nacional de Innovación y Diseño a la Trayectoria Innovadora), verliehen vom Ministerium für Wissenschaft, Innovation und Hochschulen.
2023 wurde er mit der Ehrenmedaille der World Jurist Association und dem ESG Leadership Award (Umwelt-, Sozial- und Corporate-Governance-Faktoren) der Foreign Policy Association in New York ausgezeichnet.